# Антраша
Антраша (фр. entrechat) је балетски скок при којем се стопала једном или више пута укрштају. Сматра се једним од највиртуознијих скокова у класичном балету.